# Boerakker
Boerakker is een dorp in de gemeente Westerkwartier in de provincie Groningen in Nederland. De ligging is ten noordoosten van het dorp Marum. Het dorp telt ongeveer 810 inwoners.

## Geschiedenis
| Boerakker is ontstaan in een veengebied dat gelegen is tussen de hoge zandruggen van Langewold in het noorden en Vredewold in het zuiden van het Westerkwartier. De zandweg "Boerenakkers" of "Buurackers" stamt mogelijk al uit de late middeleeuwen. De naam "Buiracker" komt voor op een zogeheten verzegeling uit 1686, waarin Lubbe Iwema een boerderij in Niebert verkoopt aan Jan en Johannes Engberts. De eerste aantoonbare bebouwing is aangegeven op een militaire topografische kaart van begin 19e eeuw. Op de kadastrale kaart van de gemeente Marum en Leek uit 1829 staan de Gereformeerde kerk en twee woningen vermeld. In 1867 stonden er tien woningen. Tussen 1900 en 1910 ontstond er een daadwerkelijk dorp, met zo'n vijftien huizen. In de decennia daarna groeide het uit tot het huidige dorp. In de jaren 70-80 van de 20e eeuw werd het dorp uitgebreid met nieuwbouw aan de westzijde van het dorp, aan de Olde Ee. In 2006 vond uitbreiding plaats in zuidelijke richting langs de Hoofdweg. Lange tijd was Boerakker geen 'gewoon' dorp. Het lag tot de gemeentelijke herindeling in 1990 in twee gemeenten, namelijk de gemeente Marum en Leek. De Hoofdweg vormde de grens. Na de herindeling kwam het dorp in zijn geheel bij Marum. Opvallend was dat beide gemeenten een verschillende status aan het dorp gaven. De gemeente Leek beschouwde Boerakker als een deel van Tolbert, terwijl Marum het dorp Boerakker een dorpsstatus gaf. Het buitengebied van Boerakker aan oost- en noordzijde van De Jammer behoorde tot de gemeente Leek als 'Boerakker gemeente Leek'. Na de gemeentelijke herindeling van 1 januari 2019 behoort dit alles tot de gemeente Westerkwartier. Boerakker ligt aan het Dwarsdiep en aan het begin van de Matsloot. Door de bewoners van Boerakker worden beide wateren aangeduid met "Old Diep" of "Oale Diep". |

## Gebouwen

### Kerken en dorpshuis
De eerste gereformeerde kerk van Boerakker werd in 1911 aan de Hoofdweg gebouwd. In 1929 werd naast de bestaande kerk een grotere kerk gebouwd, de huidige kerk. De oude kerk doet sindsdien dienst als verenigingsgebouw. In de (nieuwe) kerk staat een orgel uit 1991 van Albert Hendrik de Graaf. Daarvoor stond een Fries orgel uit 1808 van Albert van Gruisen in de kerk, dat sinds 2006 in de hervormde kerk van Wadenoijen staat. Het dorpshuis Taveno, dat eveneens aan de Hoofdweg staat, werd vanaf 1990 gehuurd en in 2005 gekocht door de vrijgemaakte kerk. Het dorpshuis heet sindsdien sport- en ontmoetingscentrum 'Oomkegast' en staat nu aan de weg De Olde Ee.

### Scholen
Het dorp telde tot 2012 twee basisscholen: de Openbare Basisschool "De Til" aan de Olde Ee en de Christelijke Basisschool "'t Fundament" aan de Hoofdweg. "De Til" vierde in juli 2010 haar 100-jarig bestaan, "Het Fundament" deed dat een jaar eerder, in 2009. In 2012 zijn de scholen samengegaan in een samenwerkingsschool, genaamd De Klimboom, onder bestuur van Penta Primair.

### Andere gebouwen
Tegenover de gereformeerde kerk staat de pastorie uit 1923, een van de weinige markante woningen in het dorp.

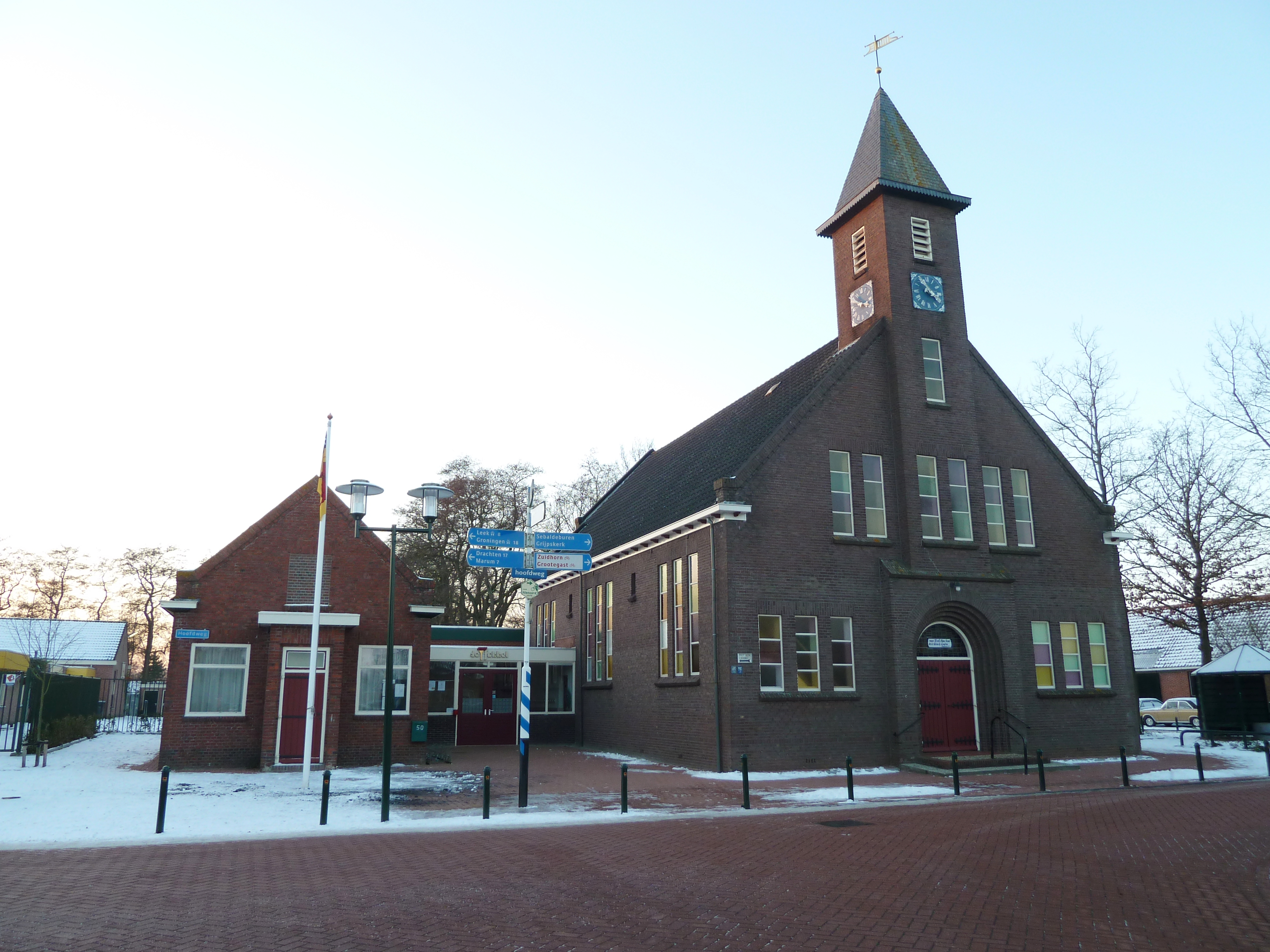
Gereformeerde kerken; links oude (1911), rechts nieuwe (1926)
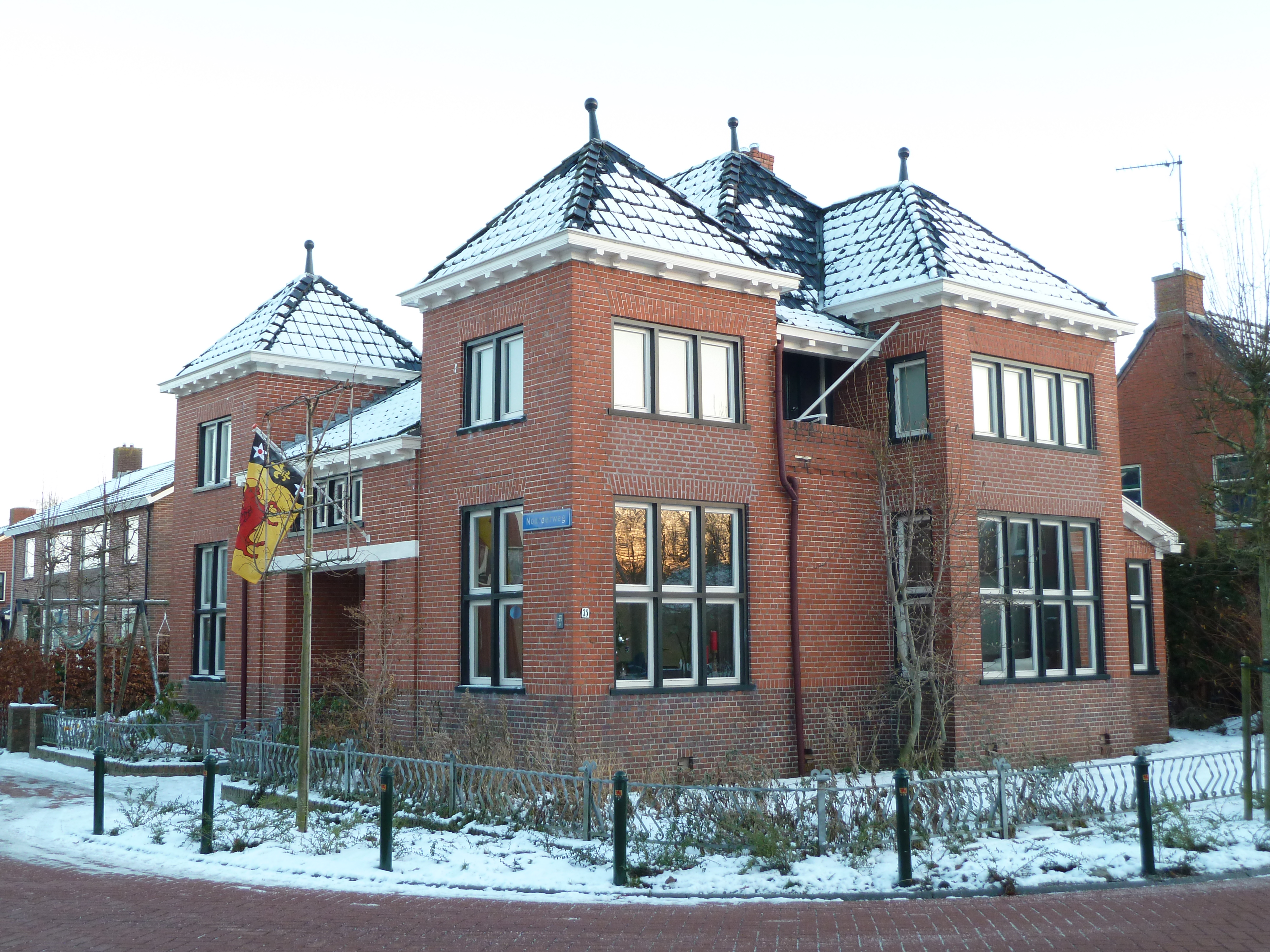
Pastorie tegenover gereformeerde kerk
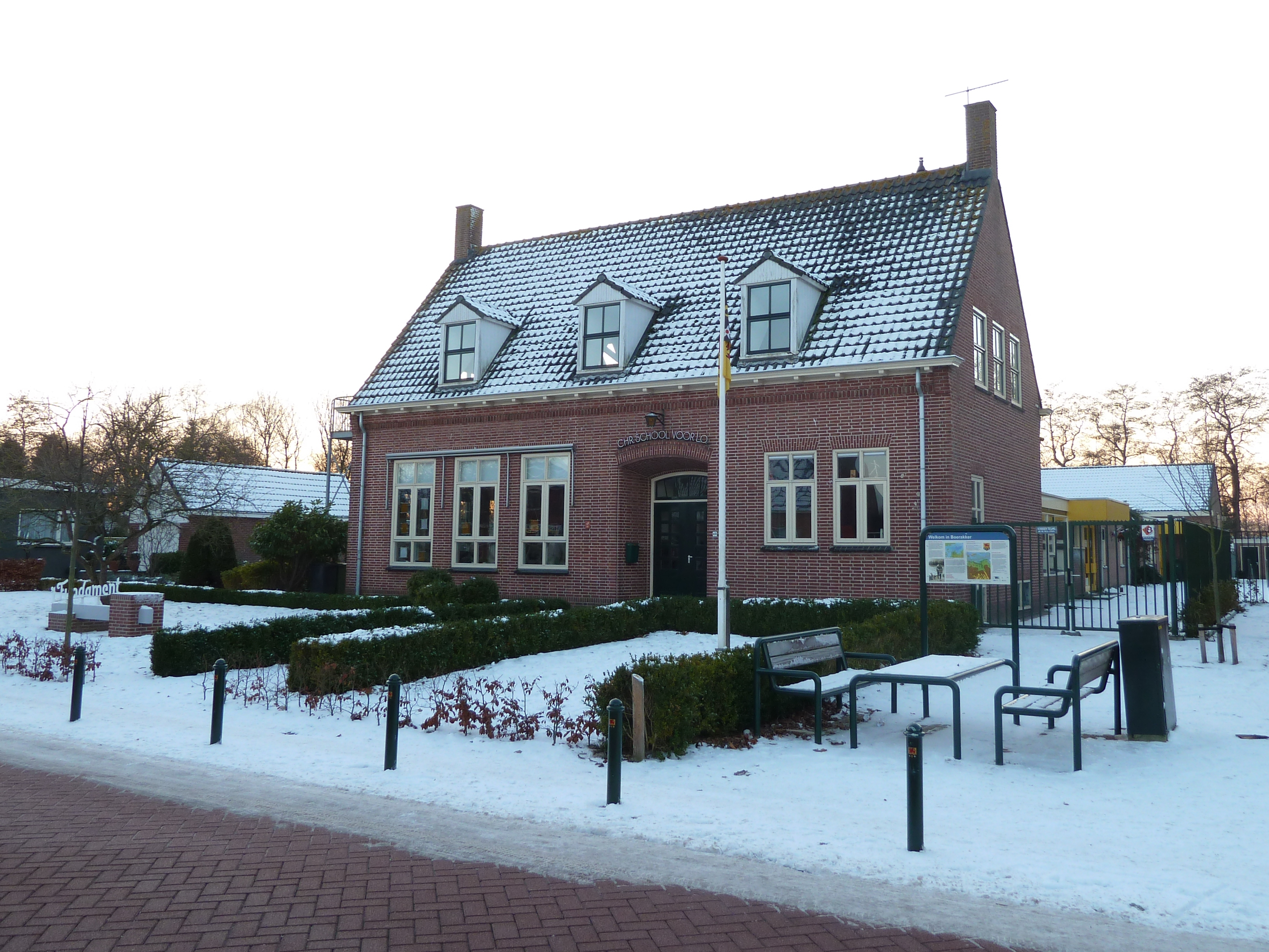
sws De Klimboom (voormalig CBS 't Fundament)

## Sport en evenementen
De grootste sportvereniging van het dorp was de voetbalvereniging VV Boerakker die op 1 mei 1932 is opgericht en in de clubkleuren geel-zwart speelt. In de eerste jaren van haar bestaan speelde de club op een veld achter Café De Zon. In 1953 vond een verhuizing plaats naar het "gemeentelijk voetbalveld" achter de Openbare School aan de Hoge Tilweg. Hier werden decennialang de thuiswedstrijden gespeeld, tot op 5 april 1988 gebruik kon worden gemaakt van de nieuwe velden op het sportcomplex bij MFC Oomkegast aan de Olde Ee. In 2019 volgde een fusie met de voetbalvereniging van Nuis en Niebert, SVMH, tot VV Westerkwartier. Het eerste elftal van deze vereniging speelt zijn wedstrijden op zaterdagen in Niebert.
Het grootste sportevenement in Boerakker is de jaarlijkse Survivalrun die sinds 1995 wordt gehouden. Tijdens deze wedstrijd moeten deelnemers verschillende natuurlijke hindernissen als moerassen, sloten en greppels overwinnen, maar ook opgebouwde hindernissen als een apenhang overwinnen. Naast de wedstrijdorganisatie is er ook een trainingsvereniging in Boerakker.

## Openbaar vervoer
- Lijn 133: Groningen - Hoogkerk - Boerakker - Sebaldeburen - Grootegast - Doezum - Kornhorn - Opende - Surhuisterveen
- Lijn 304: Groningen - Hoogkerk - Leek - Boerakker - Marum - Drachten (Qliner)
- Lijn 404: Groningen - Hoogkerk - Leek - Boerakker - Marum - Drachten (nachtbus)

Deze lijnen halteren aan de autosnelweg A7. Tot eind jaren tachtig was de naam van de rijksweghalte Niebert Rijksweg, tegenwoordig is dit Boerakker Rijksweg A7.